# 盧科韋茨河
盧科韋茨河（烏克蘭語：Луковець），是烏克蘭的河流，位於該國西部伊萬諾-弗蘭科夫斯克州，屬於維斯特里察-納德維爾尼揚斯卡河的左支流，發源自科帕奇夫卡以南，流經伊万诺-弗兰科夫斯克区，河道全長16公里，流域面積25.8平方公里。